# Yellowmead Down
Der konzentrische Steinkreis von Yellowmead Down ist eine außergewöhnliche multiple Steinanordnung am Westrand eines kleinen Plateaus im Dartmoor National Park zwischen den Weilern Sheepstor und „Ditsworthy Warren“ in Devon, in England. Das größte der vier Ovale hat etwa 20 m und der kleine innere Ring 6,7 m Durchmesser. Steinkreise dieser Art sind gewöhnlich bronzezeitlich.

## Anlage
Die Anordnung, zu der eine eng benachbarte Steinreihe gehört, besteht aus vier ineinander liegenden Steinkreisen, allerdings haben die drei äußeren eine ovale Form und sind weder zum Innenkreis noch zueinander exakt konzentrisch angeordnet. 
Das Zentrum bildet ein kaum mehr wahrnehmbarer Steinhügel von etwa vier Metern Durchmesser, der zentrisch von den rechteckigen Platten des Innenkreises umgeben wird. Der Innenring von 6,7 m Durchmesser ist als einziger rund und besteht aus 22 Steinen von fast einem Meter Höhe. Der zweite Ring besteht aus 32 in der Regel weniger als 0,25 m hohen Steinen, die ein schwaches Oval von etwa 11 m × 12 m bilden. Der dritte Ring wird ebenfalls aus niedrigen Steinen gebildet, wobei mehrere seiner 27 erhaltenen Steine im südlichen Bereich des Ovals von etwa 14–15 m ein wenig größer sind. Das äußere Oval aus 24 Steinen hat 19–20 m Durchmesser. Es weist im Nordosten größere Lücken auf, wo Steine anscheinend für eine Clapper bridge entfernt wurden. Es enthält die größten Steine von Yellowmead Down, die im Südosten etwas mehr als einen Meter messen. Einer davon besitzt mindestens zwei Schälchen. Im Westen der Ringe stehen Steine, die einen ungenauen Kreisbogen bilden. Sie könnten zu einem weitgehend zerstörten fünften Ring gehören. 
Zum südwestlichen Rand des Plateaus von Yellowmead Down hin liegt eine kleine Ansammlung von niedrigen Steinen, die die Reste einer Steinreihe oder Allee bilden.

## Erforschung
Die Anlage wurde 1921 von Reverend Hugh Breton (1873–1936) ausgegraben und restauriert. Dies wurde im Jahre 2008 geophysikalisch überprüft. Um festzustellen ob die Restaurierung von 1921 genau genug war, erfolgten Sondierungen, wobei weitere Steine gefunden wurden.